# ساوثإيند الغربية (دائرة انتخابية في المملكة المتحدة)
ساوثإيند الغربية (بالإنجليزية: Southend West)‏ هي إحدى الدوائر الانتخابية في المملكة المتحدة الممثلة في مجلس العموم في برلمان المملكة المتحدة.
عضو البرلمان الذي يمثلها حالياً هو :Mr David Amess (Con).